# Salins (Sekwana i Marna)
Salins – miejscowość i gmina we Francji, w regionie Île-de-France, w departamencie Sekwana i Marna.
Według danych na rok 1990 gminę zamieszkiwało 556 osób, a gęstość zaludnienia wynosiła 53 osób/km² (wśród 1287 gmin regionu Île-de-France Salins plasuje się na 785. miejscu pod względem liczby ludności, natomiast pod względem powierzchni na miejscu 353.).